# Couma macrocarpa
Couma macrocarpa  es una especie de árbol amazónico de la familia de  las Apocynaceae, es nativa de América Central y Sudamérica.

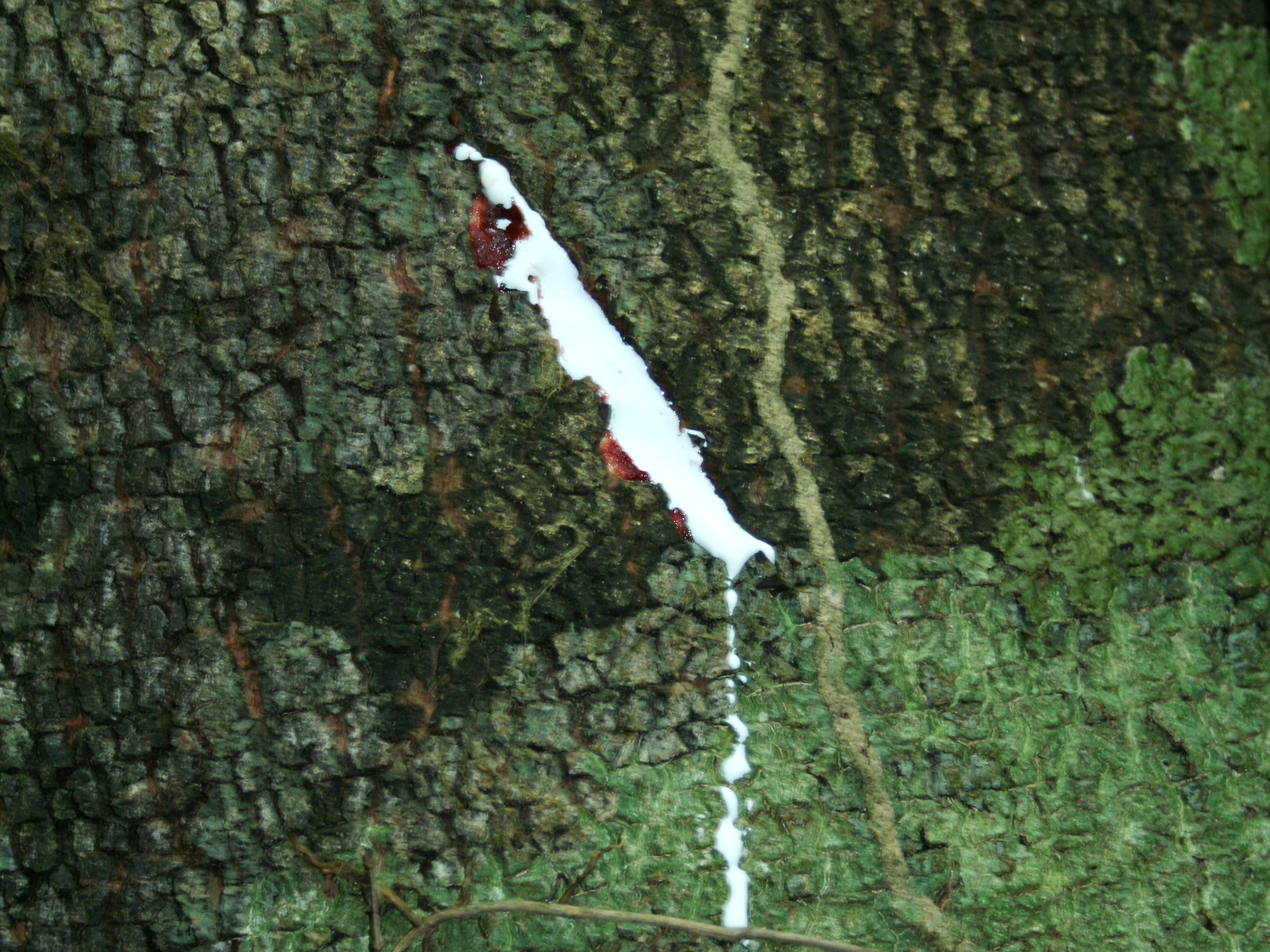
Látex

## Distribución y hábitat
Se distribuye por Belice, Costa Rica, Guatemala, Honduras, Nicaragua, Guyana, Guyana Francesa, Surinam, Venezuela, Brasil, Bolivia, Colombia, Ecuador y del Perú. En el río Amazonas peruano  se lo cultiva por su savia; creciendo en las Regiones de Loreto, San Martín, Ucayali, Madre de Dios, Huánuco,  y Pasco.

## Descripción
Son árboles de tamaño mediano a grande, con látex. Las hojas son verticiladas ampliamente elípticas de 6–35 cm de largo y 4–18 cm de ancho. La inflorescencia aparece en una panícula con flores rosadas. Los frutos son globosos de hasta  3 cm de diámetro, carnosos, con 1 semilla.

## Usos
El pegajoso chicle blanco de látex se come para tratar diarreas. Se lo usa para hacer la prueba de agua a las canoas.  El látex ha sido cosechado para plásticos y goma.  La fruta, comestible y muy apreciada de los niños, es lechosa,  como chicle, con un sabor dulce que atrae a los monos.

## Ecología
Condiciones ambientales ideales para Couma macrocarpa:
- Tº máx. media anual 25 °C
- Tº mín. media anual 17 °C
- Lluvia máx. media anual: 3.400 mm
- Lluvia mín. media anual: 1.020 mm

## Taxonomía
Couma macrocarpa fue descrita por (João Barbosa Rodrigues y publicado en Vellosia (ed. 2) 1: 32–33, t. 1, f. b. 1891.
Sinónimos
- Couma sapida Pittier (1925).
- Couma guatemalensis Standl. (1926).
- Couma capiron Pittier (1939).
- Couma caurensis Pittier (1939).[7]

## Nombres comunes
- Huansoco, aso, fransoco, zapote, sapota, leche caspi, juan soco, avichure, leche huayo, sorva, árbol de la vaca, popa, sorveira, perillo.[8][9]